# نابومتون
نابومتون (انگلیسی: Nabumetone) یک داروی ضد التهابی غیر استروئیدی (NSAID) است.
نابومتون یک پیش داروی غیراسیدی غیراستروئیدی است که به سرعت در کبد به متابولیت فعال ۶-متوکسی-۲-نفتیل استیک اسید متابولیزه می شود. متابولیت فعال نابومتون آنزیم سیکلواکسیژناز را مهار می‌کند و به طور ترجیحی فعالیت COX-2 را مسدود می‌کند (که به طور غیرمستقیم مسئول تولید التهاب و درد در طول آرتریت است). متابولیت فعال نابومتون ترکیبی است که در درجه اول مسئول اثر درمانی است. در مقایسه، داروی اصلی یک مهارکننده ضعیف محصولات جانبی COX-2، به ویژه پروستاگلاندین‌ها است. ممکن است نفروتوکسیک کمتری نسبت به ایندومتاسین باشد. دو پلی مورف شناخته شده از این ترکیب وجود دارد. نابومتون تأثیر کمی بر ترشح پروستاگلاندین‌های کلیوی دارد و در مقایسه با سایر داروهای سنتی این کلاس، ارتباط کمتری با نارسایی قلبی دارد. اثرات نابومتون بر کنترل فشار خون در بیماران مبتلا به فشار خون بر روی مهارکننده‌های ACE نیز خوب است.

## کاربرد پزشکی
نابومتون برای درمان درد و التهاب به کار می‌رود.

## عوارض جانبی
خطر عوارض جانبی گوارشی آن کمی کمتر از سایر NSAIDهای غیرانتخابی است، زیرا یک پیش‌داروی غیر اسیدی است که به شکل فعال 6-MNA (۶-متوکسی-۲-نفتیل استیک اسید) متابولیزه می‌شود.
عوارض جانبی شامل مدفوع خونی یا سیاه و قیری رنگ تغییر رنگ، تواتر یا مقدار ادرار،  درد قفسه سینه، تنگی نفس، سرفه کردن خون، مدفوع رنگ پریده، بی‌حسی، ضعف،  علائم شبه آنفولانزا، درد پا، مشکلات بینایی، مشکلات گفتاری، مشکلات راه رفتن، افزایش وزن؛  درد معده، عرق سرد، بثورات پوستی، تاول، سردرد، تورم، خونریزی، کبودی، استفراغ خونی، زردی، اسهال، یبوست، سرگیجه، سوء هاضمه، تهوع و وزوز گوش.